# Menongue
Menongue é uma cidade e município de Angola, capital da província do Cubango, no sul do país.
Segundo as projeções populacionais de 2018, elaboradas pelo Instituto Nacional de Estatística, conta com uma população de 361.446 habitantes e área territorial de 23 565 km², sendo o município mais populoso da província.
Durante o domínio português designou-se "Serpa Pinto" até mudar de nome, em 1975. O seu nome anterior pretendeu homenagear o militar e explorador Alexandre Alberto da Rocha de Serpa Pinto.

## História
A localidade foi fundada pelos portugueses entre novembro de 1884 e fevereiro de 1885, num esforço de rápido estabelecimento no local, em virtude da partição colonial de Angola, definida pela Conferência de Berlim, onde ditava que a divisão do continente dependia da efectiva ocupação dos territórios por parte dos países europeus.
Havia o risco da bacia do rio Cubango ser ocupada pelos britânicos, facto que levou o Reino de Portugal a enviar rapidamente o militar Alexandre Alberto da Rocha de Serpa Pinto para fundar um posto administrativo, às margens do rio Cuebe.
Com a primeira criação do distrito de Cubango em 1920, o povoado de Forte Muene Vunongue foi elevado à vila, como nome de Serpa Pinto. Em 1961, na data da recriação do distrito, a localidade foi elevada a cidade com o nome Serpa Pinto.
Depois da independência, o aglomerado passou a chamar-se Menongue.

## Geografia
É limitado a norte pelo município de Mumbué, a leste pelo município de Longa, a sul pelo município de Caiundo, e a oeste pelos municípios de Caiundo, Cuchi e Mumbué. O grande referencial geográfico do município é o rio Cuebe.
O município é constituído apenas pela comuna-sede, equivalente a cidade de Menongue. Anteriormente seu território continha as comunas de Caiundo e Cueio. A localidade de Missombo, que também era uma comuna, permanece sob a jurisdição de Menongue, mas sem o estatuto comunal.

### Clima
Segundo a classificação climática de Köppen-Geiger, o município está na zona de transição entre o clima subtropical úmido (Cwa) e o clima oceânico (Cwb).

### Demografia
Em virtude da Guerra de Independência de Angola e da Guerra Civil Angolana, houve um intenso fluxo de pessoas para esta capital provincial em busca de um local seguro e de refúgio.
Onde antes majoritariamente encontrava-se o povo chocué, agora habitam também humbes, ganguelas e ovimbundos.
A principal língua falada é o português, seguida pelas línguas tradicionais chócue e ganguela-luchazi.

## Infraestrutura

### Transportes
O município é entrecortado por uma malha rodoviária que lhe dá acesso a todos os pontos do país, perincipalmente pela rodovia EN-280, que liga Menongue às cidades de Lubango e Cuito Cuanavale, e; a EN-140, que a liga ao Chitembo e à Savate.
A cidade é o término do Caminho de Ferro de Moçâmedes, que a liga à cidade de Moçâmedes.
Dispõe também do aeródromo Aeroporto Comandante Kwenha.

### Educação
A cidade do Menongue é a sede da reitoria da Universidade Cuito Cuanavale.

## Cultura e lazer
Algumas das principais manifestações culturais-religiosas da cidade é a Procissão de Velas em devoção à Nossa Senhora Maria Auxiliadora; outra manifestação religiosa de relevo é a Procissão dos Acólitos da Imaculada Conceição de Menongue. Ambas as procissões são capitaneadas pela diocese de Menongue.
O principal esporte praticado pela população menonguense é o futebol, com as equipas mais bem colocadas nos campeonatos provinciais e nacionais sendo o Cuando Cubango Futebol Clube, o Ginásio do Kuando-Kubango e o 4 de Abril FC.